# Mariánská vinařská stezka Břestek–Buchlovice

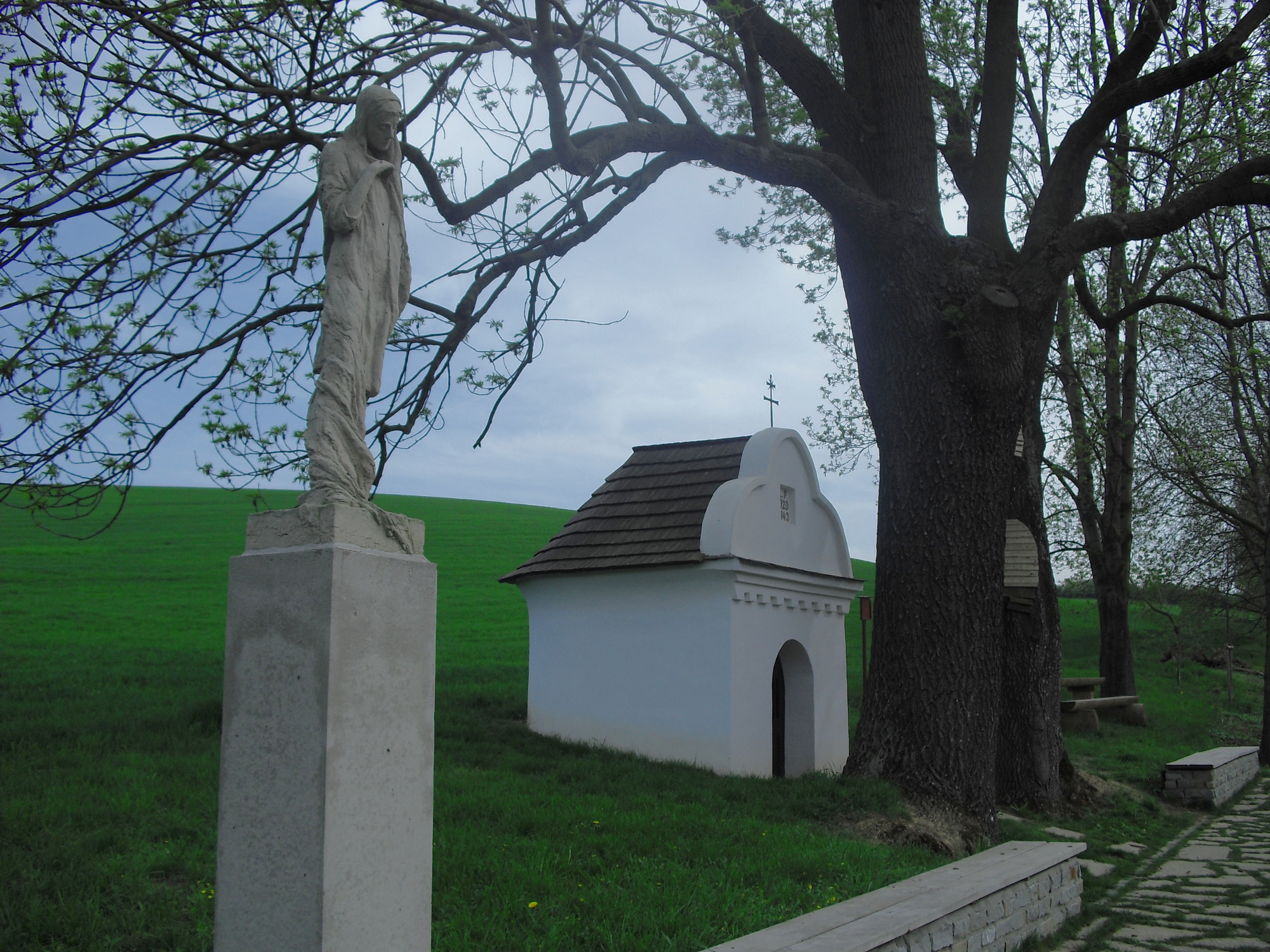
Cyklostezka vede kolem kaple Panny Marie Bolestné

Mariánská vinařská stezka Břestek–Buchlovice je cyklostezka spojující obce Břestek a Buchlovice v okrese Uherské Hradiště ve Zlínském kraji. Délku má 800 metrů a vede místy, kudy před tím procházela polní cesta. Trasa stezky připomíná někdejší poutní cestu, po níž věřící putovali na Mariánskou pouť na Velehrad.
Na tělese cyklostezky dělníci pracovali během podzimu 2012 a otevřeli ji ten rok v listopadu. Její trasa vede kolem kapličky v břestecké části Hložek a na její trase jsou dále zbudovaná dvě odpočívadla vybavená informačními tabulemi, stojany na kola, lavičkami či odpadkovými koši.